# 川尻哲郎
川尻 哲郎（かわじり てつろう、1969年1月5日 - ）は、東京都中野区出身の元プロ野球選手（投手、右投右打）・監督・コーチ・野球解説者。

## 経歴

### プロ入り前
実家は酒屋を営む。中学から内部進学した日大二高では、1986年夏の西東京大会で準決勝に先発するが、野林大樹のいた日大三高に延長13回サヨナラ負けを喫し、甲子園出場はならなかった。その年の秋に東都大学野球リーグ戦を観て知った亜細亜大学へ進学を希望、既にセレクションが終わっている時期であったが知人の伝手で矢野祐弘総監督に特別に投球を見てもらい、コントロールの良さを買われて入学が決まった。1年から登板の機会があったが同期に小池秀郎、高津臣吾両投手がおり、あまり登板機会には恵まれなかった。1年上にはプロでも同僚の弓長起浩がいた。東都大学野球リーグでは1990年に春秋季連続優勝。リーグ通算24試合に登板し、4勝1敗。
大学卒業後は日産自動車に入社。元々はオーバースローであり川尻本人もオーバースローに強いこだわりがあったが入社三年目の1993年に監督の村上忠則に投球フォームをサイドスローに変更を打診される。川尻は「サイドは邪道」と渋ったがオーバースロー継続を賭けた練習試合で大量失点を喫しその日のうちにサイドスローに転向した。するとリリースポイントが安定し変化球のキレも増し腕も振れるようになったと言う。メキメキと頭角を現し、チームのストッパーとなる。1992年にはチームを都市対抗出場に導き、1993年にもいすゞ自動車に補強され、前年に続いて都市対抗に出場する。同年の社会人野球日本選手権は北川哲也らと投手陣を牽引。決勝に進み住友金属の尾山敦に完封負けを喫するが、この大会の敢闘賞を獲得する。1994年には3年連続となる都市対抗出場。同年の社会人野球日本選手権では決勝で日本通運に8-9と惜敗するが、2年連続準優勝と大活躍。同年のワールドカップ日本代表にも選出される。1994年度ドラフト会議にて阪神タイガースから4位指名を受け、入団。担当スカウト菊地敏幸。

### 阪神時代
1995年4月28日のヤクルトスワローズ戦では2番手で投げてプロ初登板初勝利。その後も先発ローテーションに入りチーム2位の8勝を挙げルーキーながら規定投球回もクリアした。
1996年は開幕当初はアマチュア時代の経験を買われリリーフで開幕を迎えたが内容があまり良くなく、同じく先発で結果のでなかった郭李建夫と入れ替わる形で先発に復帰。先発では復帰一戦目の対広島東洋カープ7回戦で1安打完投負けの不運もあったが下位に低迷するチームの中リーグ3位の自己最多となる13勝(リリーフで2勝)を挙げ防御率でも4位になる、9月には月間MVPを獲得する。以降は同い年の藪恵壹と共に1990年代後半・低迷期の阪神を支える存在となる。
1997年には開幕投手を務めた一方で、5勝14敗2セーブの成績で終わった(敗戦数はこの年のセ・リーグワースト)。同年は各地の球場で、試合中にレーザーポインターで投手の視界を遮る悪戯が多発し、レーザーポインターは翌年1998年5月の甲子園での試合では、ヒーローインタビューに応じる川尻の顔に、赤い光線が何度も走る様子がTV画面ではっきりと映り、各局のニュースでも採りあげられ、全国的な話題となった。同年オフ、プロ野球脱税事件に小久保裕紀、波留敏夫らと共に関与していたことが明らかとなり、翌1998年に3週間の出場停止処分を受けることとなった。
1998年、処分が解けた後は総崩れの投手陣を救う投球を見せ、5月26日の対中日ドラゴンズ戦（倉敷マスカットスタジアム）では矢野輝弘とのバッテリーでノーヒットノーランを達成。5月の月間MVPを獲得。オールスターゲームにも出場し、2年ぶりの2桁勝利となる10勝を達成。防御率は自己最高の2.84だった。さらに、シーズンオフに行われた日米野球ではカート・シリングと投げ合い、MLB選抜を0点に抑える投球を見せた。日米野球史上初完封目前の9回一死で死球を与えたところで、抑えの大塚晶文に交代した。
1999年、開幕二戦目に先発しこの年監督に就任した野村克也に初勝利をプレゼントし好調を維持し、4月は3勝負けなしで3勝目は完封勝利を記録したが、これがこの年の最後の勝ち星となる。好投しても勝てない試合が続き、6月末に戦線離脱。9月頭に一軍復帰したが結局勝ち星は挙げられずにシーズンを終えた。
2000年の開幕当初はリリーフで迎えたが、5月には先発ローテーションに加わり前年の不振を巻き返しチームトップの10勝を挙げ規定投球回数もギリギリではあるがクリアしリーグ6位の防御率だった。
2001年3月30日の読売ジャイアンツとの開幕戦で3対12と大敗していたため、6番手として調整のためにマウンドに上がったが、清水隆行に満塁本塁打を打たれた。結果的に巨人に1994年の福岡ダイエーホークスに並ぶ開幕戦最多得点記録（17点）を献上した。その後も不振で、1勝6敗、防御率は6.38の成績に終わった。しかし、オフの契約更改の席でこれまでの実績を盾に年俸のアップを要求、認められない場合はポスティングシステムでのメジャー移籍を要求。球団、ファンの両方から大いに反発を買う。この騒動は新監督の星野仙一の仲裁で収まる。
2002年は故障で出遅れ一軍での初登板が7月4日となったが、藤川球児、安藤優也、藤田太陽といったローテーションの谷間を務めた投手の中では5勝4敗、防御率3.02と一番の成績を残した。メジャー行きは断ったものの新庄剛志ら知己からメジャーの情報は細かく聞き出しており、球界再編時はメジャー行きも視野に入れていたという。
2003年は伊良部秀輝、下柳剛の加入もあり、前年よりさらに少ない2試合の登板で1勝1敗、防御率9.00に終わった。チームが18年ぶりのリーグ優勝を決めた9月15日にはケガのため二軍調整中だった藪、濱中治らが「これまでの功労者」として一軍帯同・胴上げ参加を認められたが川尻は胴上げ参加を「俺の行く所じゃない」と拒否し、ダイエーとの日本シリーズにも登板機会はなかった。

### 近鉄時代
2003年シーズンオフに前川勝彦との交換トレードで大阪近鉄バファローズへ移籍。当初は阪神側から「翌年の契約は結ばない」という戦力外の扱いだったが、川尻はトレードを志願したために近鉄が獲得に名乗りを上げてトレードが成立する経緯となった。
2004年6月13日に球界再編問題でオリックスとの合併案が浮上。この時には自身の登板日にも拘らず、試合開始直前まで熱心に署名活動に参加したり、登板のない日には試合に出場する他の選手に「後は俺がやっておくから、安心して試合に行ってこい」と声をかけ、吉田秀彦ら交友関係のある友人に協力を求めるなど、精力的に活動し、最後まで球団合併阻止に力を尽くした。しかし、シーズンでは20試合に登板して4完投を記録するも4勝9敗、防御率4.26に終わった。

### 楽天時代
2004年シーズンオフの分配ドラフトで東北楽天ゴールデンイーグルスに移籍した。
2005年はわずか2試合の登板で0勝1敗、防御率8.64の成績に終わりシーズンオフに戦力外通告を受け、現役を引退。

### 引退後
その後、緊急地震速報システムメーカー（3Softジャパン）の顧問に転身、2006年緊急地震速報装置の特約店（ユニゾン）を仙台で設立。阪神時代の1995年に阪神・淡路大震災を経験しており、「人の命を守りたい」と思ったからだという。2009年5月に解雇され、給与の未払い（08年1月から09年5月に解雇されるまでの1年5か月分）を理由に同社を提訴したが、2010年10月15日に雇用契約を結んでいたとは断定できないとされ、敗訴した。
2007年、松坂大輔がジャイロ回転のスライダーを投げているのではないかと噂になった時、ジャイロ回転のボールを投げられる投手としてTV各局の取材を受け、実際に投げてみせた。その際、現役時代より太っていたため、ますだおかだが自身のラジオ内で「亀山努以来の太り方」とネタにしていた。
その後は、2006年から2年間ミヤギテレビの野球解説者を務めていたが、2013年3月15日に群馬ダイヤモンドペガサスの投手コーチに就任することが発表された。2014年からは監督に就任。監督初年度はチームを5年ぶりとなるリーグ総合優勝に導いた。2015年10月29日、契約満了に伴い、監督を辞任。
2016年、韓国プロ野球ハンファ・イーグルスのインストラクターとなった。
2020年12月、東京・新橋に居酒屋「虎戦士居酒屋 虎尻」をオープン。虎尻は開店から2か月で移転リニューアルし、2021年5月現在は店名を「TIGER STADIUM」に改めて、実業家として活動している。
2021年5月28日放送のBS12の「プロ野球中継」の交流戦、埼玉西武ライオンズ対阪神タイガース戦に副音声としてゲスト解説者として出演した。
2023年12月14日、大手芸能事務所の松竹芸能に所属したことを発表した。翌日12月15日よりNTTドコモの『irumo』のCMに実況解説者役でピッチャー役の石原さとみと共演した。
2024年12月21日に、北海道フロンティアリーグ・石狩レッドフェニックスで来シーズンの臨時投手コーチに就任することが発表された。

## 選手としての特徴・人物
阪神時代、開幕投手を打診されながら「開幕投手をしたって年俸が上がるわけじゃない」と発言したり、1997年の脱税事件関与、2001年のメジャー移籍騒動をはじめとする契約更改でのトラブルの多さから「お騒がせ男」のイメージが付いて回った。しかし、2004年の球界再編問題での活躍や、ファンへの対応などの評判は良かった。
入団当初は球速が140km/hを越えていたが、年々球速が落ちた。しかし、変化球に磨きをかけ、ジャイロボールを習得するなどした。持ち球は、スライダー・スローカーブ・シンカー・シュートなど。
かつては皆川睦雄、小林繁、上田次朗ら多くのサイドスローの先発投手がいたが、年々サイドスローの投手はリリーフでの起用が多くなっており、先発投手はほぼ皆無である。川尻が現役時代のセ・リーグでは巨人斎藤雅樹がケガのために登板数が減った1998年以降は貴重な先発サイドスロー投手でもあった。

## 詳細情報

### 年度別投手成績
| 年 度      | 球 団      | 登 板 | 先 発 | 完 投 | 完 封 | 無 四 球 | 勝 利 | 敗 戦 | セ 丨 ブ | ホ 丨 ル ド | 勝 率 | 打 者 | 投 球 回 | 被 安 打 | 被 本 塁 打 | 与 四 球 | 敬 遠 | 与 死 球 | 奪 三 振 | 暴 投 | ボ 丨 ク | 失 点 | 自 責 点 | 防 御 率 | W H I P |
| ---------- | ---------- | ----- | ----- | ----- | ----- | -------- | ----- | ----- | -------- | ----------- | ----- | ----- | -------- | -------- | ----------- | -------- | ----- | -------- | -------- | ----- | -------- | ----- | -------- | -------- | ------- |
| 1995       | 阪神       | 29    | 20    | 3     | 1     | 0        | 8     | 11    | 0        | --          | .421  | 612   | 148.0    | 130      | 18          | 36       | 7     | 11       | 105      | 1     | 3        | 62    | 51       | 3.10     | 1.12    |
| 1996       | 阪神       | 37    | 19    | 3     | 1     | 0        | 13    | 9     | 1        | --          | .591  | 654   | 157.1    | 159      | 12          | 41       | 6     | 8        | 127      | 0     | 2        | 59    | 57       | 3.26     | 1.27    |
| 1997       | 阪神       | 32    | 20    | 2     | 2     | 0        | 5     | 14    | 2        | --          | .263  | 543   | 124.0    | 146      | 10          | 38       | 2     | 7        | 89       | 1     | 1        | 59    | 54       | 3.92     | 1.48    |
| 1998       | 阪神       | 25    | 25    | 4     | 1     | 1        | 10    | 5     | 0        | --          | .667  | 660   | 158.2    | 150      | 13          | 52       | 5     | 8        | 88       | 0     | 1        | 56    | 50       | 2.84     | 1.27    |
| 1999       | 阪神       | 18    | 16    | 1     | 1     | 0        | 3     | 5     | 0        | --          | .375  | 391   | 91.2     | 105      | 10          | 23       | 0     | 5        | 66       | 0     | 3        | 50    | 46       | 4.52     | 1.40    |
| 2000       | 阪神       | 26    | 21    | 1     | 1     | 0        | 10    | 7     | 0        | --          | .588  | 566   | 136.1    | 129      | 15          | 38       | 3     | 9        | 105      | 0     | 0        | 57    | 48       | 3.17     | 1.22    |
| 2001       | 阪神       | 21    | 7     | 0     | 0     | 0        | 1     | 6     | 0        | --          | .143  | 231   | 48.0     | 71       | 6           | 15       | 3     | 5        | 28       | 1     | 1        | 38    | 34       | 6.38     | 1.79    |
| 2002       | 阪神       | 15    | 12    | 2     | 0     | 0        | 5     | 4     | 0        | --          | .556  | 335   | 83.1     | 81       | 7           | 13       | 1     | 2        | 59       | 0     | 3        | 29    | 28       | 3.02     | 1.13    |
| 2003       | 阪神       | 2     | 1     | 0     | 0     | 0        | 1     | 1     | 0        | --          | .500  | 26    | 5.0      | 10       | 1           | 1        | 0     | 0        | 5        | 0     | 0        | 5     | 5        | 9.00     | 2.20    |
| 2004       | 近鉄       | 20    | 20    | 4     | 0     | 1        | 4     | 9     | 0        | --          | .308  | 524   | 122.2    | 142      | 16          | 29       | 1     | 5        | 70       | 0     | 1        | 60    | 58       | 4.26     | 1.39    |
| 2005       | 楽天       | 2     | 2     | 0     | 0     | 0        | 0     | 1     | 0        | 0           | .000  | 41    | 8.1      | 16       | 2           | 1        | 0     | 1        | 2        | 0     | 0        | 8     | 8        | 8.64     | 2.04    |
| 通算：11年 | 通算：11年 | 227   | 163   | 20    | 7     | 2        | 60    | 72    | 3        | 0           | .455  | 4583  | 1083.1   | 1139     | 110         | 287      | 28    | 61       | 744      | 3     | 15       | 483   | 439      | 3.65     | 1.32    |

- 各年度の太字はリーグ最高

### 表彰
- 月間MVP：2回（1996年9月、1998年5月）
- 優秀JCB・MEP賞：1回（1996年）
- サンスポMVP特別賞（1996年）[19]

### 記録
初記録
- 初登板・初勝利：1995年4月28日、対ヤクルトスワローズ4回戦（阪神甲子園球場）、7回表一死に2番手で救援登板、1回2/3無失点
- 初奪三振：同上、7回表に古田敦也から
- 初先発：1995年5月18日、対ヤクルトスワローズ9回戦（阪神甲子園球場）、5回1/3を1失点
- 初先発勝利：1995年5月28日、対横浜ベイスターズ7回戦（阪神甲子園球場）、5回2/3を2失点（自責点1）
- 初完投勝利：1995年6月17日、対中日ドラゴンズ10回戦（阪神甲子園球場）、9回5失点
- 初完封勝利：1995年8月5日、対中日ドラゴンズ15回戦（ナゴヤ球場）
- 初セーブ：1996年4月6日、対読売ジャイアンツ2回戦（東京ドーム）、7回裏に2番手で救援登板・完了、3回1失点

その他の記録
- 1000投球回数：2004年5月2日、対福岡ダイエーホークス8回戦（大阪ドーム）、9回表三死目にペドロ・バルデスを二塁ゴロ併殺打に打ち取り達成 ※史上297人目
- ノーヒットノーラン：1998年5月26日、対中日ドラゴンズ9回戦（倉敷マスカットスタジアム） ※史上66人目
- オールスターゲーム出場：1回（1998年）

### 背番号
- 41（1995年 - 1997年）
- 19（1998年 - 2003年、2005年）
- 11（2004年）
- 91（2013年 - 2015年）

## 関連情報

### 過去の出演番組
- Dramatic Game 1844（2009年以降は出演していない）

### 現在出演中のCM
- NTTドコモ『irumo』- 解説者役（2023年）